# Anatemnus megasoma
Espèce
Synonymes
- Chelifer megasoma Daday, 1897

Anatemnus megasoma est une espèce de pseudoscorpions de la famille des Atemnidae.

## Distribution
Cette espèce est endémique de Nouvelle-Guinée. Elle se rencontre en Indonésie et en Papouasie-Nouvelle-Guinée.

## Publication originale
- Daday, 1897 : Pseudoscorpiones e Nova-Guinea. Természetrajzi Füzetek, vol. 20, p. 475-480.